# Mohammed Hazazi
Mohammed Yahya I. Hazazi (arabisch محمد هزازي, DMG Muḥammad Hazāzī; * 8. April 2006) ist ein saudi-arabischer Fußballspieler.

## Karriere

### Verein
Der aus der Jugend von al-Nasr stammende Hazazi rückte zur Saison 2024/25 aus der U19 fest in die erste Mannschaft des Klubs auf. Dort stand er bei mehreren Ligaspielen im Kader, wurde jedoch nicht eingesetzt. Sein einziger Einsatz für den Verein erfolgte am 17. Februar 2025 im letzten Gruppenspiel der AFC Champions League Elite 2024/25, als er beim 0:0 gegen Persepolis in der 84. Minute für Ayman Yahya eingewechselt wurde. Im Sommer 2025 wechselte er zum Ligakonkurrenten al-Ittihad.

### Nationalmannschaft
Hazazi spielte zunächst für die saudi-arabische U16- und U17 und nahm mit dieser unter anderem an der Asienmeisterschaft 2023 teil. Im Frühjahr 2024 bestritt er mehrere Freundschaftsspiele mit der U18.